# Mierucie (jezioro)
Mierucie – jezioro w Polsce, zlokalizowane w pobliżu wsi Mierucie, położone w województwie podlaskim, w powiecie grajewskim, w gminie Grajewo.
Powierzchnia zwierciadła wody według różnych źródeł wynosi od 23,5 ha do 31,24 ha.
Średnia głębokość ok. 2 m, a objętość 1612,4 tys. m³.